# Liberty City (fictieve stad)
Liberty City (in het Nederlands "Vrijheidsstad") ook wel afgekort met LC, is een fictieve stad uit de Grand Theft Auto-serie die gebaseerd is op New York. Liberty City kent drie weergaven in de GTA-serie:
- Grand Theft Auto-weergave, het eerste level uit Grand Theft Auto.
- Grand Theft Auto III-weergave, de speellocatie van Grand Theft Auto III en Grand Theft Auto: Liberty City Stories, een kleine bijrol in Grand Theft Auto: San Andreas en een aangepaste versie in Grand Theft Auto Advance.
- Grand Theft Auto IV-weergave, de locatie waar Grand Theft Auto IV zich afspeelt.

In deze drie delen verschilt de stad telkens van indeling of zelfs van vorm, zoals bij GTA Advance het geval is. In de GTA III-weergave speelt het verhaal zich af in 1998 en 2001. Veel verschillen zijn hier niet, maar toch zijn er enkele. Op 30 maart 2007 kwam men te weten dat de volgende GTA-stad weer Liberty City zou gaan heten. Ze is ook weer gebaseerd op New York maar heeft niets met de vorige steden te maken. Het jaartal waar het spel zich hier afspeelt is 2007.

## Grand Theft Auto-weergave
In Grand Theft Auto bestaat Liberty City uit twee stukken land die gescheiden worden door een rivier. In het midden van de rivier ligt een eiland waardoor de rivier in tweeën wordt gesplitst. Door middel van autowegen zijn de verschillende stukken bereikbaar.

## Grand Theft Auto III-weergave
In deze weergave bestaat Liberty City uit de drie eilanden Portland, Staunton Island en Shoreside Vale. De eilanden hebben elk hun eigen karakter en het jaartal waarin de stad zich bevindt is 2001. De burgemeester van de stad is van 1992 tot 1998 Roger C. Hole (in het spel ook wel R.C. Hole genoemd vanwege de woordspeling op het Engelse arse hole) maar werd in opdracht van Salvatore Leone door Toni Cipriani vermoord. Zijn opvolger is Miles O'Donovan. Ook heeft de stad een eigen krant, de Liberty Tree. Liberty City vierde in 1998 haar tweehonderdste verjaardag, dus zou de stad in 1798 gesticht moeten zijn. Het aantal inwoners van de stad is, volgens de handleiding van het spel 4 miljoen. Ook staat Liberty City bekend als "slechtste stad van de Verenigde Staten". Tevens ligt Liberty City vlak bij de stad Carcer City waarin het spel Manhunt zich afspeelt.

### Eilanden
De drie eilanden zijn van oost naar west: Portland, Staunton Island en Shoreside Vale. Elk eiland is weer opgedeeld in verschillende wijken, zoals woonwijken, industriegebieden en de binnenstad.

#### Portland
Portland ligt in het oosten van Liberty City en is het industriële gedeelte van de stad. Ze is verbonden met de rest van Liberty City door de Callahan Bridge, de Porter Tunnel en de Subway. Maar het eiland is in 2001 tijdelijk geïsoleerd geweest van de rest van Liberty City omdat de Callahan Bridge beschadigd was door een bomaanslag en de Porter Tunnel nog niet voltooid was. De stad is opgedeeld in verschillende wijken en industriegebieden. 
De wijk Trenton bevindt zich in het zuidoosten van Portland en is een groot industrieterrein. Hier is onder andere de Mainstreet Taxi Company gevestigd, maar ook Marty Chonks' Bitchin' Dogfood Factory en Joey Leone's Garage bevinden zich hier. Vlak bij Trenton ten oosten ligt de haven Portland Harbor. Hier worden vrachtschepen gelost en geladen en er bevinden zich opslagplaatsen. Ten zuiden van Portland Habor is Atlantic Quays te vinden, ook dit is een haven waar zich enkele loodsen, aanlegsteigers en een lange pier bevinden.
In het zuidwesten van Portland ligt Callahan Point waar de Callahan Bridge op uitkomt.
Ten noorden van Calahan Point bevindt zich de wijk Chinatown die de verblijfplaats is van de Triads, een Chinese gang. De gebouwen zijn in Chinese stijl en tussen de gebouwen lopen veel steegjes en aan de rand van de wijk bevindt zich een basketbalveld. Midden op Portland is het Red Light District te vinden. In deze wat vervallen wijk zijn veel bordelen en nachtclubs (waaronder "Sex Club 7") te vinden. Tevens zijn hier een Pay 'n' Spray en een Ammu-Nation aanwezig. Ten noorden van het Red Light District ligt de wijk Hepburn Heights, die uit flats en appartementen bestaat. Ook is dit te verblijfplaats van de Diablos. Helemaal in het noorden van Portland is Harwood te vinden, een beetje afgezonderd van de drukkere woonwijken. Hier bevindt zich het hoofdkwartier van het radiostation Head Radio en de tunnelingang van de Porter Tunnel naar Staunton Island, die in de laatste fase is om afgewerkt te worden. Verder is er nog een sloperij met een autopletter, een benzinestation, een autodealer en 8-Ball's Bomb Shop. Saint Mark's  bevindt zich ten zuiden van Harwood en ligt op een heuvel. De wijk bestaat voornamelijk uit appartementen en het Italiaanse restaurant Marco's Bistro. Tevens is dit te plek waar de twee maffiafamilies de Leone's en de Forelli's huisvesten. Helemaal boven op de berg is de villa van Salvatore Leone te vinden. Bij de villa ligt het verlaten strand Portland Beach. Tegenover het strand bevindt zich Portland Rock, een rotseiland waar een vuurtoren op staat. Tussen Portland Beach en Chinatown bevindt zich de wijk Portland View. Hier is onder andere een supermarkt, het in 1847 opgerichte Sweeney General Hospital en het Liberty City Police Department (LCPD) te vinden.

#### Staunton Island
Staunton Island is het commerciële centrum van Liberty City en er bevinden zich veel grote gebouwen. Staunton Island is het middelste eiland en is gebaseerd op Manhattan en Brooklyn, de naam Staunton Island is afgeleid van Staten Island in New York. Het eiland is met de rest van Liberty City verbonden door de Callahan Bridge, de Shoreside Lift Bridge, de Porter Tunnel en de Subway. 
In het zuidoosten van Staunton Island ligt Torrington. Hier is onder andere de Kenji's Casino (voorheen The Big Shot Casino), een LCPD en een aantal grote flatgebouwen (waaronder het Jefferson St. Credit Union die gebaseerd is op de Trump Tower in New York) te vinden. Naast Torrington in het zuidwesten ligt Bedfort Point. Hier staan grote wolkenkrabbers waaronder een afkooksel van het Empire State Building. Andere gebouwen die zich hier bevinden zijn een kathedraal, een Opera, een Museum en het Love Media gebouw, de werkplek van Donald Love. Tevens is er een straat die gebaseerd is op de bestaande Times Square in New York. Midden op het eiland ligt het Belleville Park, dat gebaseerd is op het New Yorkse Central Park, en zijn naam ontleent aan de voorstad van Manhattan Belleville. Verder is hier de verbinding met de Shoreside Lift Bridge, die in 2001 tijdelijk gesaboteerd is, en enkele winkels. Ten noorden van Bedfort Point ligt Liberty Campus wat uit twee gebouwenblokken bestaat. Hier bevindt zich onder andere de St. Matthias University en het Liberty City College, ook wel afgekort met LCC en afgeleid zijn van bijvoorbeeld de New York University (N.Y.U.) en de Columbia University. De St. Matthias University schijnt de slechtste universiteit van de Verenigde Staten te zijn. Vlak bij de Liberty Campus ten noordwesten ligt Aspatria. Hier bevindt zich het in 1923 voltooide Liberty Memorial Coliseum waar de Liberty City Beavers en de Liberty City Cocks American football spelen. Ten zuiden van het stadion is nog parkeerplaats en een brandweerkazerne te vinden. In het noordoosten naast Aspatria ligt Rockfort. Hier is onder andere het hoofdkwartier van Phil Cassidy en het Carson General Hospital te vinden. Ten zuiden van Rockfort bevindt zich Fort Staunton. De wijk bestaat uit een grote bouwplaats waar het Staunton Plaza gebouwd wordt door het bedrijf Panlantic Constructions. Tevens is de Colombian Cartel op deze verlaten plaats actief. Daarnaast is er ook nog het in 1973 gebouwde Carson General Hospital te vinden. Ten zuiden van Fort Staunton ligt Newport, waar de verbinding is met de Callahan Bridge. Verder bestaat Newport uit een haven en twee appartementen die onderdeel zijn van de Yakuza. Tevens bevinden zich hier een Ammu-Nation, een Pay 'n' Spray, een 8-Ball's Bomb Shop en een parkeergarage.

#### Shoreside Vale
Shoreside Vale bevindt zich in het westen van Liberty City en ligt al wat afgelegen van het drukke gedeelte van de stad. Shoreside Vale is in feite geen eiland maar een schiereiland, een uitloper van het (onbekende) vasteland, die oorspronkelijk door twee tunnels verbonden is met het vasteland, maar in het spel zijn die afgesloten wegens werkzaamheden.
Shoreside Vale is door de Shoreside Lift Bridge, de porter tunnel en de Subway met Liberty City verbonden.
Een groot deel van de oppervlakte van Shoreside Vale bestaat uit de luchthaven Francis International Airport. Het vliegveld bestaat uit het Francis International gebouw met drie terminals (A, B en C) en zes poorten. De luchthaven bevat drie startbanen, een helikopterplatform, enkele loodsen en heeft een eigen brandweerkazerne (die ook in de rest van Shoreside Vale wordt ingezet). De controletoren van de luchthaven vertoont veel gelijkenissen met die van Los Santos International Airport. Verder staan er een tiental vliegtuigen (waaronder de moeilijk bestuurbare Dodo's) en helikopters gestald. Francis International Airport ligt direct aan de weg vanaf de Shoreside Lift Bridge waar zich ook twee tunnelingangen van de Porter tunnel bevinden en de parkeerplaats ligt aan de noordkant vlak naast de luchthaven. Ten zuiden van het vliegveld is nog een beeld in een vijver te vinden. Ten noorden van de luchthaven ligt het bedrijventerrein Pike Creek. Hier is onder andere een politiebureau, een Pay 'n' Spray, een 8-Ball's Bomp Shop en het Hope Medical College te vinden. In het noorden van Shoreside Vale op de heuvel aan de overkant van rivier ligt Cedar Grove, een villawijk. Tevens bevindt zich hier het hoofdkwartier van de Colombian Cartel en de twee afgesloten tunnelingangen. Ten zuiden van Cedar Grove onder aan de heuvel ligt Wichita Gardens. De wijk bestaat uit een aantal woonflats, een picknickplaats en een van de uitgangen van de Porter Tunnel. Wichita Gardens wordt bevolkt door de gang Southside Hoods. Tussen Pike Creek en Cedar Grove in ligt de stuwdam Cochrane Dam die vernoemd is naar Adam Cochrane, een van de ontwerpers van Liberty City. Over de dam loopt een onverharde weg waar zowel voetgangers als voertuigen langs mogen. Beneden aan de Cochrane Dam bevindt zich een opslagplaats voor containers.

### "Ghost Town"
"Ghost Town" (oftewel "Spookstad") is de naam die bedacht is voor een verstopt stukje land in Liberty City. Dit kleine stukje land bevindt zich net achter Shoreside Vale, en is enkel bereikbaar door een expert te zijn in het "Dodo-vliegen", en door over de heuvels naar Ghost Town te vliegen, of door de "alle auto's kunnen vliegen" cheat in te voeren en met een tank te gaan vliegen (dit is enkel mogelijk door met de tank naar achteren te schieten zodat er meer aandrijving komt). Het gebied bestaat uit een stuk straat met aan de uiteinden twee doodlopende splitsingen, aan deze straat staat een bank, een paar flats en een steegje. Ook staan er in de straat (nep)auto's geparkeerd. Het is eigenlijk nooit de bedoeling geweest om Ghost Town in het spel te betrekken. In feite is het gewoon het introdecor van het spel dat de makers "weggestopt" hebben. Omdat het enkel een decor is, is de basis ook niet solide. Zo kan je niet op de straat lopen omdat je er doorheen zakt. Infeite kan je het zien als een soort luchtspiegeling 
Ook is deze kavel enkel te zien in Grand Theft Auto III.

### Infrastructuur
Aan autowegen is geen gebrek in Liberty City, maar de ligging van de wegen is heel verschillend. Zo is alles in Shoreside Vale wat minder goed bereikbaar, en liggen de wegen in Staunton Island bijna allemaal parallel aan elkaar, wat een goede bereikbaarheid geeft. Naast autowegen zijn er nog metro's die zowel boven- als ondergronds rijden.

#### Bruggen
Liberty City heeft twee grote hoofdbruggen, de Callahan Bridge en de Shoreside Lift Bridge. Daarnaast zijn er nog enkele kleinere bruggen zoals het viaduct over de rivier in Shoreside Vale die Pike Creek met Cedar Grove verbindt en de kleine boogbrug in Fort Staunton op Staunton Island.
- Callahan Bridge (oorspronkelijk West Port Bridge, maar deze naam is komen te vervallen) verbindt Portland met Staunton Island en is in 1998 voltooid. De Callahan Bridge is van het brugtype hangbrug en heeft één pyloon waar de staalkabels aan hangen. De brug heeft vier rijstroken die Callahan Point en Newport met elkaar verbinden. In 2001 wordt de brug zwaar beschadigd door een bomaanslag van de Colombian Cartel maar wordt datzelfde jaar nog gerepareerd en geopend.

- Shorside Lift Bridge verbindt Staunton Island met Shoreside Vale en is van het type hefbrug. Over de brug lopen vier rijstroken die Belleville Park met Francis International Airport verbinden. In 1998 wordt de brug tijdelijk buiten werking gesteld omdat deze geblokkeerd wordt door de van de ferry afkomstige staking. In 2001 wordt de brug gesaboteerd waardoor hij tijdelijk niet meer functioneert.

#### Porter Tunnel
De Porter Tunnel is een ondergrondse autoweg die de drie eilanden in Liberty City met elkaar verbindt. De tunnel is gebaseerd op tunnels zoals de Holland Tunnel en de Lincoln Tunnel in New York en de Big Dig in Boston. De Porter Tunnel heeft doorgaans vier rijstroken die bij in- en uitritten naar twee stroken van eenrichtingsverkeer overgaan. De tunnelingangen bevinden zich in: Portland in Harwood, Staunton in Rockford en Shoreside Vale in Francis International en in Wichita Gardens.

#### Subway
Onder Liberty City loopt de Subway (metro) die gebaseerd is op de New York City Subway. Het ondergrondse spoor bestaat uit twee treinsporen met een aantal opstapstations die gratis toegankelijk zijn. De stations bevinden zich op Portland in Chinatown, Red Light District en Saint Mark's. Op Staunton Island in Belfort Point en Liberty Campus. En op Shoreside Vale in Francis International Airport.

#### Overhead Railway
Over Portland loopt de Overhead Railway, dit is een bovengrondse metro die in 1930 is geopend. De stations van de Overhead Railway zijn: Rothwell Station in Hepburn Heights, Kurowski Station in Chinatown en Baillie Station in Saint Mark's.

### Winkels
- Ammu-Nation is een legale wapenwinkel in Liberty City die twee vestigingen heeft, op Portland en op Staunton Island. Het aantal verkrijgbare wapens is afhankelijk van hoeverre het spel is uitgespeeld. Ammu-Nation heeft naast Liberty City ook in Vice City en San Andreas vestigingen.

- Phil's Army Surplus is de wapenhandel van Phil waar de "Zware Artillerie" wapens te verkrijgen zijn. De handel is te vinden in Rockfort op Staunton Island en is pas later in het spel beschikbaar.

- 8-Ball's Bomb Shop is een garage waar een voertuig van een bom kan worden voorzien. Ze zijn te vinden op Portland in Harwood bij 8-Ball thuis, op Staunton Island in Newport en op Shoreside Vale in Pike Creek. Een autobom plaatsen kost $1.000,- per keer en 8-Ball's Bomb Shop's zijn ook in Vice City en San Andreas te vinden.

- Pay 'n' Spray is een garage aan de weg waar voertuigen snel kunnen worden overgespoten. Het spuiten gebeurt in een willekeurige kleur en verhelpt tevens de aanwezige schade aan het voertuig. Ook kan het overspuiten tegen een wanted level helpen, de politie herkent het gezochte voertuig dan niet meer. De Pay 'n' Spray bevindt zich zowel in Liberty City als in Vice City en San Andreas. Een spuitbeurt kost $100,- per keer. De Pay 'n' Spray garages zijn te vinden op Portland in Red Light District, op Staunton Island in Newport en op Shoreside Vale in Pike Creek.

### Grand Theft Auto: Liberty City Stories
Grand Theft Auto: Liberty City Stories speelt zich af in 1998. Liberty City ziet er drie jaar eerder in grote lijnen hetzelfde uit maar er zijn toch kleine veranderingen. Zo zijn er op de plaats van de Porter Tunnel ingang op Portland en op de plaats waar Phil Cassedy (die in 1998 nog in Belfort Point onder de naam "Phil Cassidy's Fully Cocked Gun Shop" zit gevestigd) zijn handel had in Staunton Island twee Ferry Terminals. De Callahan Bridge is nog in aanbouw en Kenji's Casino heet The Big Shot Casino. Ook rijden er motoren rond in de stad, maar de protestgroep "American Road Safety for Everybody" (A.R.S.E.), die al eerder de fietsen uit de stad bande, is hard bezig om ook motoren te verbieden. (wat uiteindelijk ook lukt zoals blijkt in GTA III). Verder is er een onderzoek gaande naar de burgemeester Roger C. Hole vanwege de herhaaldelijke schandalen waarbij deze burgemeester betrokken is. Verder zijn enkele gebouwen anders zo blijkt bijvoorbeeld het savehouse in GTA Liberty City op Portland in GTA III een ruïne te zijn en staat de gevel van stadion op Staunton Island in de steigers. Ook liggen de boten in de haven op andere plekken of zijn niet aanwezig. Tevens zijn het internetcafé Tw@ en de woonflats in Hepburn Heights nog in aanbouw en blijkt het kerkhof van de kathedraal in Bedfort Point in 1998 veel groter te zijn maar heeft het kerkhof in 2001 plaatsgemaakt voor een modern concertgebouw. Maar ook tijdens het spelen gaan er gebouwen tegen de vlakte, zo moet Toni Cipriani van Salvatore Leone een van een flat (The Doll House) in Hepburn Heigts opblazen, van iemand de fabriek van de familie Leone vernietigen en op Staunton Island zelfs de hele wijk Fort Staunton opblazen die voor die tijd nog een gewone wijk was.
In GTA III was er over Fort Staunton veel discussie omdat velen dachten dat hier bijvoorbeeld de fictieve Twin Towers zouden hebben gestaan en deze werden weggehaald vanwege de aanslagen op 11 september. In GTA: Liberty City Stories wordt echter duidelijk dat de wijk door Toni in opdracht van Donald Love is opgeblazen vanuit de ondergrondse metro die onder de wijk doorloopt. Donald Love wilde deze kavel gebruiken om zijn nieuwe gebouw op te bouwen.

#### Ferry
De Ferry Terminals verbinden Portland met Staunton Island. Er heerst een grote politieke spanning over Portland en Staunton Island. Men is bezig met de aanbouw van de Porter Tunnel, een tunnel die, als ze voltooid wordt samen met de komst van de Callahan Bridge, de ferry die tussen Portland en Staunton Island vaart, failliet zou laten gaan. De werknemers van de ferry pikken dit niet en staken. Ze richten onder andere stakingsposten op bij de haven en bij de Ferry Terminal. Na deze stakingen gaan ze ook de brug tussen Staunton Island en Shoreside Vale blokkeren. De staking haalt niets uit, want de tunnel wordt tussen 1998 en 2001 compleet afgewerkt en geopend. Ook raakt Portland in 1998 opnieuw geïsoleerd van de rest van Liberty City omdat de Callahan Bridge nog niet voltooid is en de ferry's staken. Later in het spel, als het overige personeel van de ferry bij de Shoreside Lift Bridge staakt, is het wel weer mogelijk om met de ferry over te steken, het oversteken met de ferry kost $25,- per keer.

### Andere Grand Theft Auto-games
Liberty City speelt ook in andere GTA-spellen een rol, zo moet in Grand Theft Auto: San Andreas Carl Johnson in de missie Saint Mark's Bistro van Salvatore Leone naar Liberty City vliegen om een aantal Forelli's te vermoorden. In deze missie wordt de wijk Saint Mark's getoond, opmerkelijk is dat er sneeuw ligt in Liberty City. Ook worden er vanuit deze wijk de plannen met Tommy Vercetti bedacht van Grand Theft Auto: Vice City. Tevens is Liberty City te zien in de introfilm "The Introduction" van GTA: San Andreas, waar CJ in het Red Light District een man berooft en een auto steelt, en is het kantoor van Salvatore Leone te zien.

### Easter eggs
Liberty City bevat een aantal easter eggs zoals elke GTA-locatie, hoewel ze in Grand Theft Auto III niets te maken hebben met andere GTA-spellen in tegenstelling tot Grand Theft Auto: Liberty City Stories, waar wel weer aan andere GTA's gerefereerd wordt.
Grand Theft Auto III
- Gruppe Sechs - Staat op de geldtransportwagens, wat in het Duits letterlijk 'groep zes' betekent, en in het Engels uitgesproken erg lijkt op 'Group sex'. Het is een parodie op Gruppe Sieben, dat een bestaand Duits verzekeringsbedrijf is. Ook is deze easter egg, met uitzondering van GTA: San Andreas, in andere GTA-spellen terug te vinden.
- Oorlogsmonument - Op Shoreside Vale, bij de ingang van Subway, staat een oorlogsmonument. Het monument bestaat uit een beeld van een soldaat die een vlag plant. Overigens heeft het standbeeld een pion op zijn hoofd staan die er met een Rocket Launcher af te schieten is. Op de sokkel staat het opschrift: "For those who fought for freedom, 1936" wat er op duidt dat het beeld een herdenkingsmonument is voor een oorlog die in 1936 plaatsvond (waar overigens niks over terug te vinden is). Waarschijnlijk refereert het monument aan de oorlog tussen Australië en Amerika waar ook in andere GTA-spellen naar verwezen wordt.
- 69 - Het getal 69 is net als in GTA: San Andreas een easter egg, het getal is door heel Liberty City te vinden en refereert aan het seksstandje 69.
- Rockstar-logo - Ook het logo van Rockstar Games is door heel de stad terug te vinden.
- Plaatsnamen - Boven in de radar plattegrond (noorden) staan zeven plaatsnamen die vernoemd zijn naar enkele makers van het spel. Ze zijn zichtbaar door met een Dodo naar het noorden te vliegen.
- Tw@ - Een internetcafé genaamd Tw@ (wat Engels is voor vagina of sukkel) bevindt zich op Staunton Island. Er staan twee computers in het café waarop een afbeelding te zien is uit Grand Theft Auto (Liberty City) en Grand Theft Auto 2 (het Residential District).
- "Zombie Elvis found" - Door heel Liberty City dwarrelen folders met daarop de tekst: "Zombie Elvis found" en een afbeelding van Elvis Presley. Deze folders waren ook al te vinden in de straten van Vice City (de stad waarin het verhaal van GTA: Vice City plaatsvindt).
- Bord - Op Staunton Island in Bedfort Point bevindt zich in een afgeschermde (en moeilijk bereikbare) tuin een bord met de tekst: You werent supposed to be able to get here you know, wat letterlijk betekent: "Het was niet de bedoeling dat je hier kon komen, weet je". In GTA: Liberty City Stories voor op de PSP staat op hetzelfde bord de tekst: Hello Again! met een smiley, wat "Opnieuw Hallo!" betekent. In GTA: Liberty City Stories voor op de PS2 is de tekst weer vervangen door: You just can't get enough of this alley, can you? wat betekent: "Je kan maar geen genoeg krijgen van dit steegje, hè?".
- Persiflages - Door heel Liberty City hangen persiflages die refereren aan bestaande films of musicals. Hieronder een lijst van de GTA III namen en de echte namen:

Fannie - Annie
69th Street - 42nd Street
Guys and Dogs - Guys and Dolls
My Fair Ladyboy - My Fair Lady
Pirates in Men's Pants - The Pirate Queen
Rats - Cats
Saterday Night Beaver - Saturday Night Fever
Cut - Hair
Badfellas - Goodfellas
Soldiers of Misfortune - Soldiers of Fortune
Duck Pond - Swan Lake
Grand Theft Auto: Liberty City Stories
- Politiewagen - Voor de donut-winkel in Calahan Point op Portland staat een surveillancewagen geparkeerd. Hier wordt verwezen naar het feit dat Amerikaanse politieagenten in films graag donuts eten.
- Grafsteen - Op het kerkhof bij de kerk op Staunton Island verschijnt na de missie "Dead Reckoning" een grafsteen van Paulie Sindacco met het opschrift: Viva Las Venturas Baby. Paulie Sindacco is de leider van de Sindacco Family die tijdens het spel door Toni Cipriani werd vermoord. Paulie was in GTA: San Andreas ook in Las Venturas te zien, waar hij waarschijnlijk connecties had.
- Reclameborden Ook in GTA: Liberty City Stories zijn een aantal borden met refererende reclames te zien die naar het bestaande leven of naar andere GTA-spellen verwijzen:
  - Reclamebord met een basketballer - Carl Johnson is die basketballer.
  - Let Me Bounce pooster - Afbeelding van pornoactrice Candy Suxxx uit GTA: Vice City.
  - Love Fist billboard - Een Britse rockband uit GTA: Vice City.
  - L.S. Backdoor billboard - Een film die zich Los Santos afspeelt, op de achtergrond staan de Vinewood-letters.
  - Mad Dogg, Still Mad billboard - Nieuwste album van Madd Dogg, een rapper uit GTA: San Andreas.
  - Les Beans - De naam van een koffiebar dat "De Koffiebonen" betekent, als het echter uitgesproken wordt klinkt het als "lesbeans" wat Engels is voor lesbiennes.
  - Oil Be Back - Reclame die refereert aan "I'll be back", een wereldberoemde uitspraak die Arnold Schwarzenegger ooit deed in de Terminator-serie.
  - The Third Leg - Reclame van een film over iemand met drie benen, maar op de poster lijkt het derde been op het mannelijke geslachtsdeel.
  - The Mainframe - Film over studenten die lsd genomen hebben en denken dat de wereld een computer is, een parodie op The Matrix.
  - Bully - Een woord dat in graffiti op verschillende plekken op muren is gespoten en pestkop betekent, refererend aan het gelijknamige spel van Rockstar Games.

Verder zijn er veel auto- en andere merken uit andere GTA-spellen terug te zien.

### Grand Theft Auto Advance
GTA Advance maakt gebruik van een aangepaste versie van deze stad. Hierin zijn de straten rechtgetrokken en is alles in Top-down perspectief te zien. De stad is helemaal in GTA 1 stijl.

## Grand Theft Auto IV-weergave
Het Liberty City van Grand Theft Auto IV is weer gebaseerd op New York net zoals de voorafgaande versies van de stad.
Liberty City van de GTA IV-weergave is een bijna exacte replica van de buurten van New York. De stadsdelen, zoals Brooklyn, The Bronx, Manhattan, enzovoort, hebben een naamsverandering ondergaan. De stad is kleiner dan het gehele gebied van San Andreas, maar hier staat tegenover dat de stad geen uitgestrekte lege gebieden kent, zoals in GTA San Andreas. In het spel bestaat Liberty City uit drie eilanden, waarbij de wijken of buurten gedetailleerd werden gemodelleerd naar buurten uit het bestaande New York echter ontbreekt Staten Island in het spel. De naam van het stadsdeel Algonquin is afgeleid van Algonkia, een taalfamilie onder de Indiaanse talen. Hieronder een overzicht van de wijken of "neighborhoods" in Grand Theft Auto IV, de werkelijke locaties worden tussen haakjes weergegeven;
Tevens wordt de staat Liberty (waar Liberty City zich in bevindt), in het spel begrensd door de onafhankelijke staat Alderney, gebaseerd op de Amerikaanse staat New Jersey. De politie heet hier ook Alderney State Police, hoewel zij wel voertuigen gebruiken van het Liberty City Police Department (LCPD). De onafhankelijke staat is opgedeeld in verschillende steden/regio's.

### Broker (Brooklyn)
| - Beachgate (Sea Gate) - Beechwood City (Flatbush) - BOABO (DUMBO) - Downtown (Downtown Brooklyn) - East Hook (Red Hook) - Firefly Island (Coney Island) |  | - Firefly Projects (Brownsville) - Hove Beach (Brighton Beach - metrostation en strand, Bay Ridge) - Outlook Park (Prospect Park en Grand Army Plaza) - Rotterdam Hill (Brooklyn Heights, Clinton Hill) - Schottler (Bedford-Stuyvesant, Bushwick) - South Slopes (Park Slope, Crown Heights) |

#### Bezienswaardigheden
- Broker Bridge (Brooklyn Bridge)
- Broker Navy Yard (Brooklyn Navy Yard)
- Broker Public Library (Brooklyn Public Library)
- Outlook Park (Prospect Park)
- Soldier's Plaza (Grand Army Plaza)

### Dukes (Queens)
| - Cerveza Heights (Corona, Jackson Heights, Ozone Park) - Charge Island (Randall's Island, Ward's Island) - East Island City (Long Island City) - Francis International Airport (John F. Kennedy Airport) |  | - Meadow Hills (Forest Hills) - Meadow Park (Flushing, Flushing Meadows-Corona Park) - Steinway (Astoria, Queensbridge Houses) - Willis (Hollis, Jamaica) |

#### Bezienswaardigheden
- National Union of Contemporary Arts (MoMA PS1)
- LC24 Tower (One Court Square)
- The Monoglobe (Unisphere)
- Gantry Park (Gantry Plaza State Park)

#### Rivier
- Dukes Bay (Long Island Sound)

*Florida staat niet op "The Monoglobe", de andere 51 staten wel; een easter egg van ontwikkelaar Rockstar Games.

### Bohan (The Bronx)
| - Boulevard (Concourse) - Chase Point (Hunts Point en Hunts Point Avenue) - Fordside (Universiteit van Fordham, The Hub) - Bohan Industrial (Soundview, Port Morris) |  | - Little Bay (Pelham Bay) - Northern Gardens (Co-op City) - South Bohan (South Bronx) |

### Algonquin (Manhattan)
| - Castle Garden City (Battery Park City) - Castle Gardens (The Battery) - Chinatown (Chinatown) - City Hall (City Hall) - Colony Island (Roosevelt Island) - East Holland (Spanish Harlem) - Easton (East Village) - The Exchange (Wall Street) - Fishmarket North- en South (Fulton Market en South Street Seaport) - Happiness Island (Liberty Island) - Hatton Gardens (Midtown East) |  | - Lancaster (Yorkville) - Lancet (Turtle Bay en Kips Bay) - Little Italy (klein Italië) - Lower Easton (Lower East Side) - The Meat Quarter (Chelsea, Meatpacking District) - Middle Park (Central Park) - North Holland (Harlem) - Northwood (Inwood, Washington Heights) - Presidents City (Alphabet City) - Purgatory (Hell's Kitchen) - Star Junction (Times Square) |  | - Suffolk (SoHo) - The Triangle (TriBeCa) - Varsity Heights (Morningside Heights, Universiteit van Columbia) - Westminster (Chelsea, Greenwich Village) |

#### Happiness Island
- Statue of Happiness (Vrijheidsbeeld)*

- Statue of Happiness is een lachend standbeeld en de vrouw is merkbaar gebaseerd op Hillary Clinton.

#### Rivieren
- Humboldt River (East River)
- West River (Hudson)

#### Herkenningspunten (selectie)
| - Star Junction (Times Square) - Star Junction - Middle Park (Central Park) - Middle Park - Rotterdam Tower (Empire State Building) - The Triangle* - Zirconium Building (Chrysler Building) - Lancet - Triangle Building (Flatiron Building) - The Triangle |  | - Civilization Committee Building (Hoofdkwartier van de Verenigde Naties) - Hatton Gardens - Grand Easton Terminal (Grand Central Terminal) - Easton - The Exchange (meerdere gebouwen van Wall Street) - The Exchange - Cleethorpes Tower (Trump Tower) - Hatton Gardens - The Libertonian (Metropolitan Museum of Art) - Middle Park |  | - GetaLife Building (MetLife Building) - Easton - WTF Center (Brookfield Place) - Castle Garden City** - Civic Citadel (Woolworth Building) - City Hall - Live Center Music Venue (Radio City Music Hall) - Star Junction - Columbus Center (Rockefeller Center) - Star Junction |

*Locatie van het Empire State Building komt niet overeen met de werkelijkheid omdat het gebouw werd verplaatst door de afwezigheid van het World Trade Center dat in aanbouw was en werd geschrapt om controverse te vermijden; verlegging was noodzakelijk om spelers een skyline aan te bieden.

**Twee gebouwen van Brookfield Place ontbreken in de bindende release van het spel; het gaat om het One World Financial Center en het Four World Financial Center. De andere gebouwen werden wel opgenomen in het spel; het Two World Financial Center, Three World Financial Center, Winter Garden Atrium en de New York Mercantile Exchange.